# German Open 1964
Die German Open 1964 im Badminton (auch Internationale Meisterschaften von Deutschland genannt) fanden am 7. und 8. März 1964 in der Hansehalle in Lübeck statt. Es war die 10. Auflage des Turniers.

## Sieger und Platzierte
| Disziplin    | Gold                               | Silber                                 | Bronze                                            |
| ------------ | ---------------------------------- | -------------------------------------- | ------------------------------------------------- |
| Herreneinzel | Erland Kops                        | Knud Aage Nielsen                      | Henning Borch                                     |
| Herreneinzel | Erland Kops                        | Knud Aage Nielsen                      | Oon Chong Jin                                     |
| Dameneinzel  | Judy Hashman                       | Ulla Rasmussen                         | Angela Bairstow                                   |
| Dameneinzel  | Judy Hashman                       | Ulla Rasmussen                         | Imre Rietveld                                     |
| Herrendoppel | Erland Kops Poul-Erik Nielsen      | Jørgen Hammergaard Hansen Finn Kobberø | Henning Borch Jørgen Mortensen                    |
| Herrendoppel | Erland Kops Poul-Erik Nielsen      | Jørgen Hammergaard Hansen Finn Kobberø | Hugh Findlay Tony Jordan                          |
| Damendoppel  | Angela Bairstow Jennifer Pritchard | Irmgard Latz Imre Rietveld             | Anni Hammergaard Hansen Mary O’Sullivan           |
| Damendoppel  | Angela Bairstow Jennifer Pritchard | Irmgard Latz Imre Rietveld             | Karin Jørgensen Ulla Rasmussen                    |
| Mixed        | Finn Kobberø Bente Flindt          | Knud Aage Nielsen Kirsten Thorndahl    | Jørgen Hammergaard Hansen Anni Hammergaard Hansen |
| Mixed        | Finn Kobberø Bente Flindt          | Knud Aage Nielsen Kirsten Thorndahl    | Robert McCoig Mary O’Sullivan                     |

## Finalergebnisse
| Disziplin    | Sieger                             | Finalist                               | Ergebnis    |
| ------------ | ---------------------------------- | -------------------------------------- | ----------- |
| Herreneinzel | Erland Kops                        | Knud Aage Nielsen                      | 15-7, 15-13 |
| Dameneinzel  | Judy Hashman                       | Ulla Rasmussen                         | 11-2, 11-3  |
| Herrendoppel | Erland Kops Poul-Erik Nielsen      | Jørgen Hammergaard Hansen Finn Kobberø | 15-3, 15-6  |
| Damendoppel  | Angela Bairstow Jennifer Pritchard | Irmgard Latz Imre Rietveld             | 15-8, 15-8  |
| Mixed        | Finn Kobberø Bente Flindt          | Knud Aage Nielsen Kirsten Thorndahl    | 15-9, 15-10 |

## Referenzen
- Badminton-Sport 12 (1964)
- https://www.german-open-badminton.de